# 黄金の門 (キーウ)
黄金の門（おうごんのもん、ウクライナ語: Золоті ворота；ゾロチー・ヴォロータ）は、ウクライナの首都キーウの歴史的地区にある史跡で、キエフ大公国時代の主要な市門である。ヤロスラフ賢公の都市計画の一環として1017年–1024年に建設され、コンスタンティノポリスの黄金の門にちなんで名付けられた。聖ソフィア大聖堂とともにキーウの象徴であり、国立ソフィア・キエフ保護区が管理するユネスコ世界遺産の一部を構成する。歴史家ミコラ・ザクレフスキーは「キーウの古の栄光と威厳の貴重な遺物」と評した。

## 概要
黄金の門は、キーウの「ヤロスラフの都市」を守る三つの主要な門（黄金の門、リャド門、ジディフ門）の一つで、唯一の石造りの門だった。1037年の『原初年代記』によれば、ヤロスラフ賢公がキーウの土塁と城壁を整備し、西部の入口に黄金の門を建設した。門の上には受胎告知教会が設けられ、キーウのキリスト教都市としての威信を示した。門は外交使節の入城に使用される儀礼的な入口でもあり、防御塔としての役割も果たした。

## 建築と構造

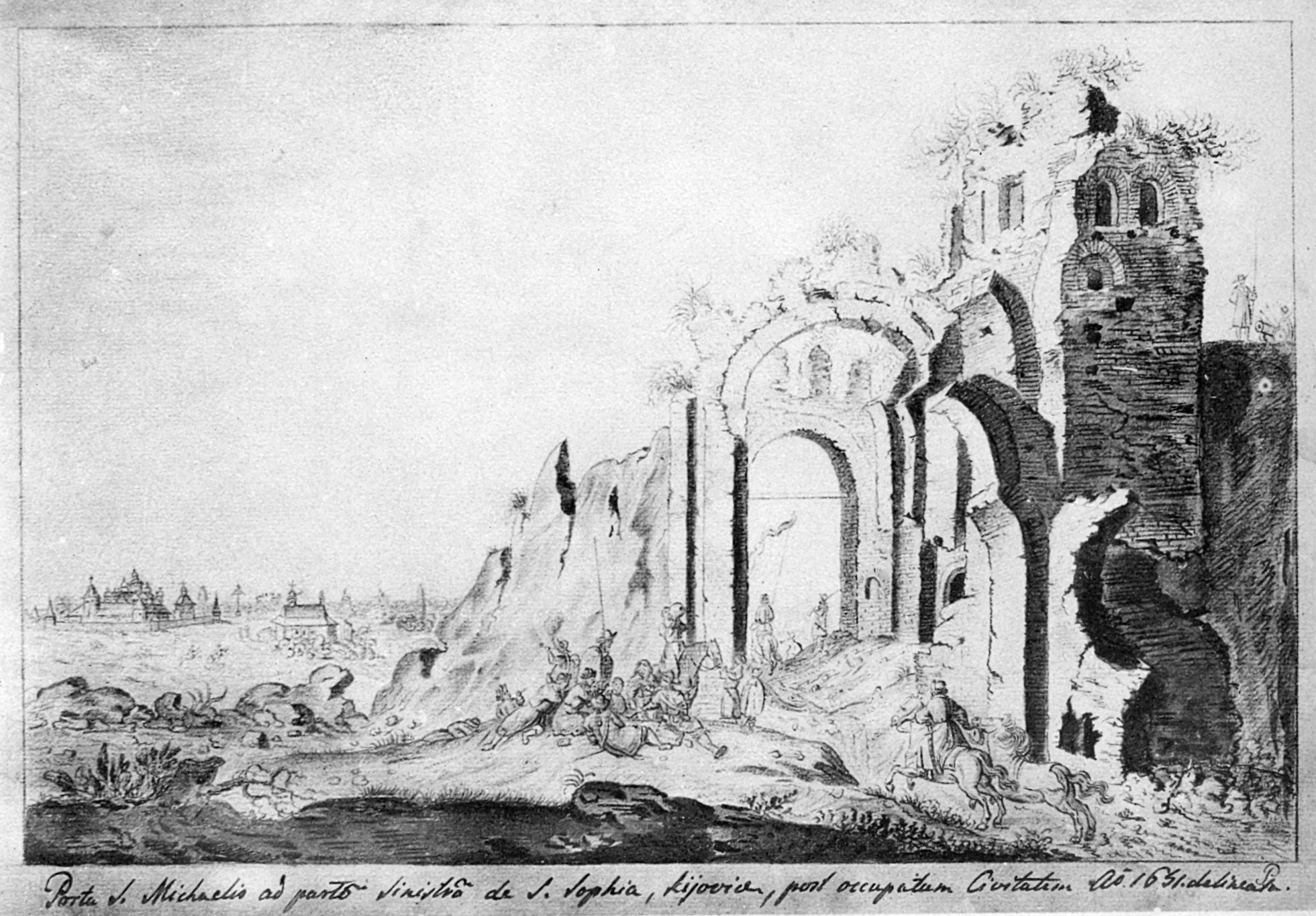
1651年の黄金の門（アブラハム・ヴァン・ヴェスターフェルト画）

黄金の門は、幅10.5m、高さ13.36m、長さ17.5mの石造りの防御塔で、土塁と接続されていた。建設は1017年–1024年とされ、聖ソフィア大聖堂と同じ「オプス・ミクストゥム」技法（石とプリンファの交互積み）が用いられた。門の通路は幅7.5m、高さ9.5mで、内部は7組のピラスターと二段のニッチで装飾された。外壁には聖母マリアのフレスコまたはモザイクが施され、1151年の年代記でイジャスラフ・ムスティスラヴィチが門前の聖母像を仰いだ記録が残る。2016年、現代のモザイク「ニコペイアの聖母」が市側ファサードに設置された。
門は二重の防御壕に守られ、外部からの侵入を阻止。バトゥの1240年の侵攻でも黄金の門は突破されず、攻撃はリャド門に集中した。門上の受胎告知教会は四柱式の単ドーム構造で、ビザンツ建築の影響を受けつつ、ルーシ特有の装飾（煉瓦のオーナメント、モザイク床）が施された。

## 歴史

### 建設と初期
黄金の門の初出は1018年のポーランドのガルス匿名紀で、ボレスワフ1世がスヴャトポルクを支援し、キーウを占領した際に門を剣（シチェルビェツ）で打ち、勝利を象徴したと記される。建設はヴォロディミル聖公の時代に始まり、ヤロスラフ賢公が完成させた可能性が高い。門は外交使節の歓迎やアンナ王女の出嫁など、重要な儀式に使用された。

### 荒廃と再発見
1240年のモンゴル帝国の侵攻で門は部分的に破壊され、16世紀以降は半壊状態にあった。1584年、マルティン・グルネヴェークは「門は立ち続けているが、大半が崩壊」と記録し、1651年のアブラハム・ヴァン・ヴェスターフェルトのスケッチでもアーチと教会の残骸が確認される。1648年、ボフダン・フメリニツキーが勝利後に門前で歓迎された記録が残る。17世紀中盤、門は上町の古キーウ要塞に組み込まれ、土塁とバステョンで強化されたが、18世紀に老朽化を防ぐため土で覆われた。
1832年、考古学者キンドラート・ロフヴィツィクィイが発掘を行い、東側ピロン（25m）と西側ピロン（13m）を露出。1833年以降、ニコライ1世の命令で国家資金が投入され、1834年6月25日に公開された。1835–1836年、壁上部に石灰モルタルを注入し、1837年に鉄製補強材とコントルフォールが追加された。

### 復元と現代
1970年代、大気汚染による遺跡の劣化を防ぐため、1982年にキーウ1500周年記念を機にパビリオンが建設された（設計：エウヘニア・ロプシンシカ、ミコラ・ホロステンコ、セルヒー・ヴィソツィクィイ）。パビリオンは11世紀の外観を再現し、門の遺跡を保護。門に接続する土塁の一部と木製の防御柵も復元された。2002–2007年、耐久性の問題から再修復が行われ、2007年12月5日にヴィクトル・ユシチェンコ大統領出席のもと再公開された。

## 博物館

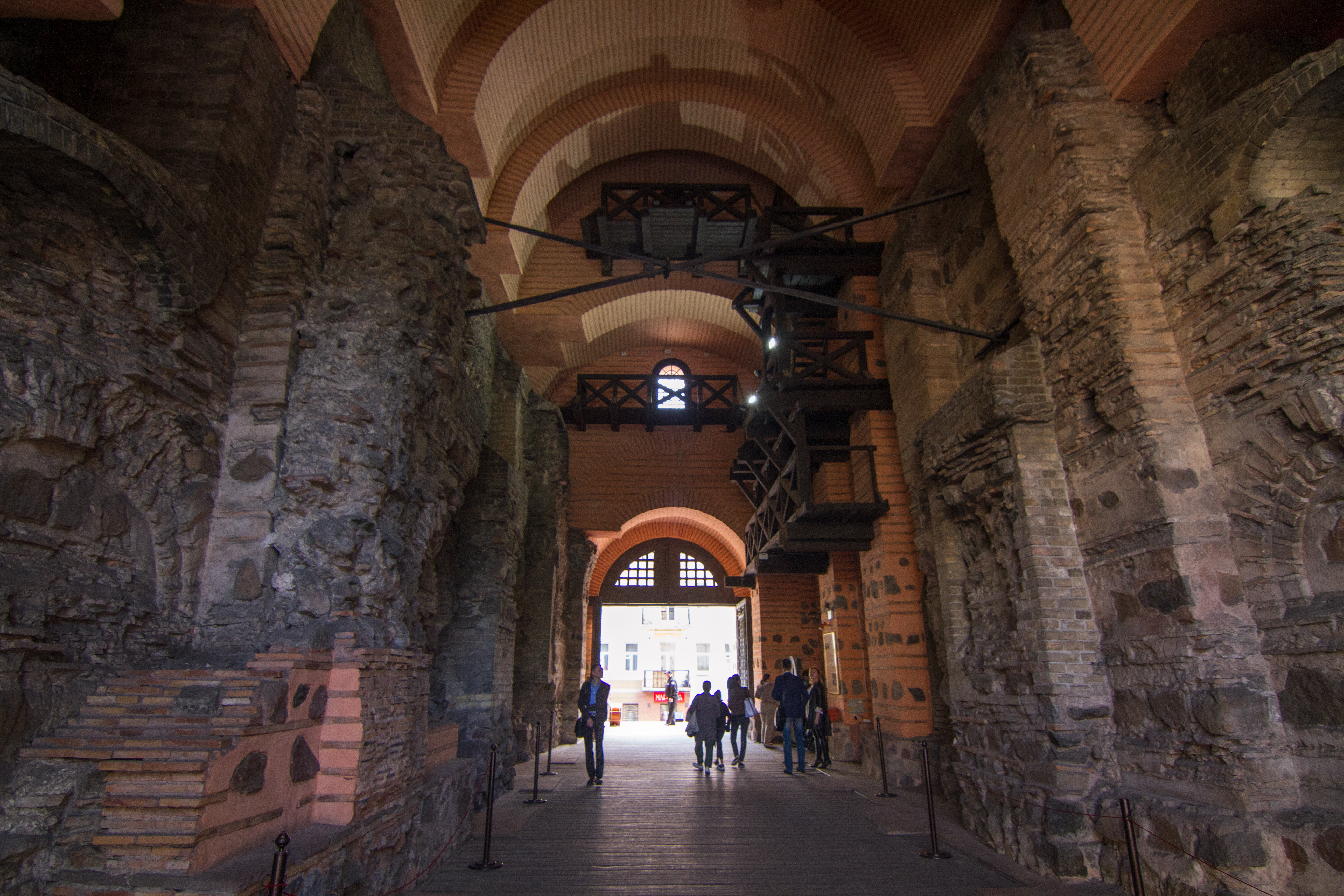
博物館内の11世紀の遺跡

黄金の門は国立ソフィア・キエフ保護区が運営する「黄金の門博物館」として公開されている。展示は門の建設史、防御システム、修復の過程を紹介し、11世紀のピロン（東側25m、西側13m）と12世紀の修復跡が中心。内部には土塁の木製構造の痕跡や、15m幅・8m深の防御壕の模型が展示される。2006年、グラフィティによる損傷で一時閉鎖されたが、2009年に修復を終え再開。博物館はゾロトヴォリツィクィイ広場に隣接し、階段からキーウのパノラマを望む。

## 文化的意義
黄金の門はキーウの文化的シンボルであり、ムソルグスキーの『展覧会の絵』の終曲「キエフの大門」で国際的に知られる。2019年、シュカイ・プロジェクトの一環で、ヤロスラフ・ヴァル通り21/20番地の壁に「黄金の門」のミニ彫刻（作者：マルコ・ハレンコ）が設置された。この彫刻には「触ればすべての門が開く」との言い伝えがある。1997年、隣接する広場にヤロスラフ賢公像が建てられた。

## ギャラリー

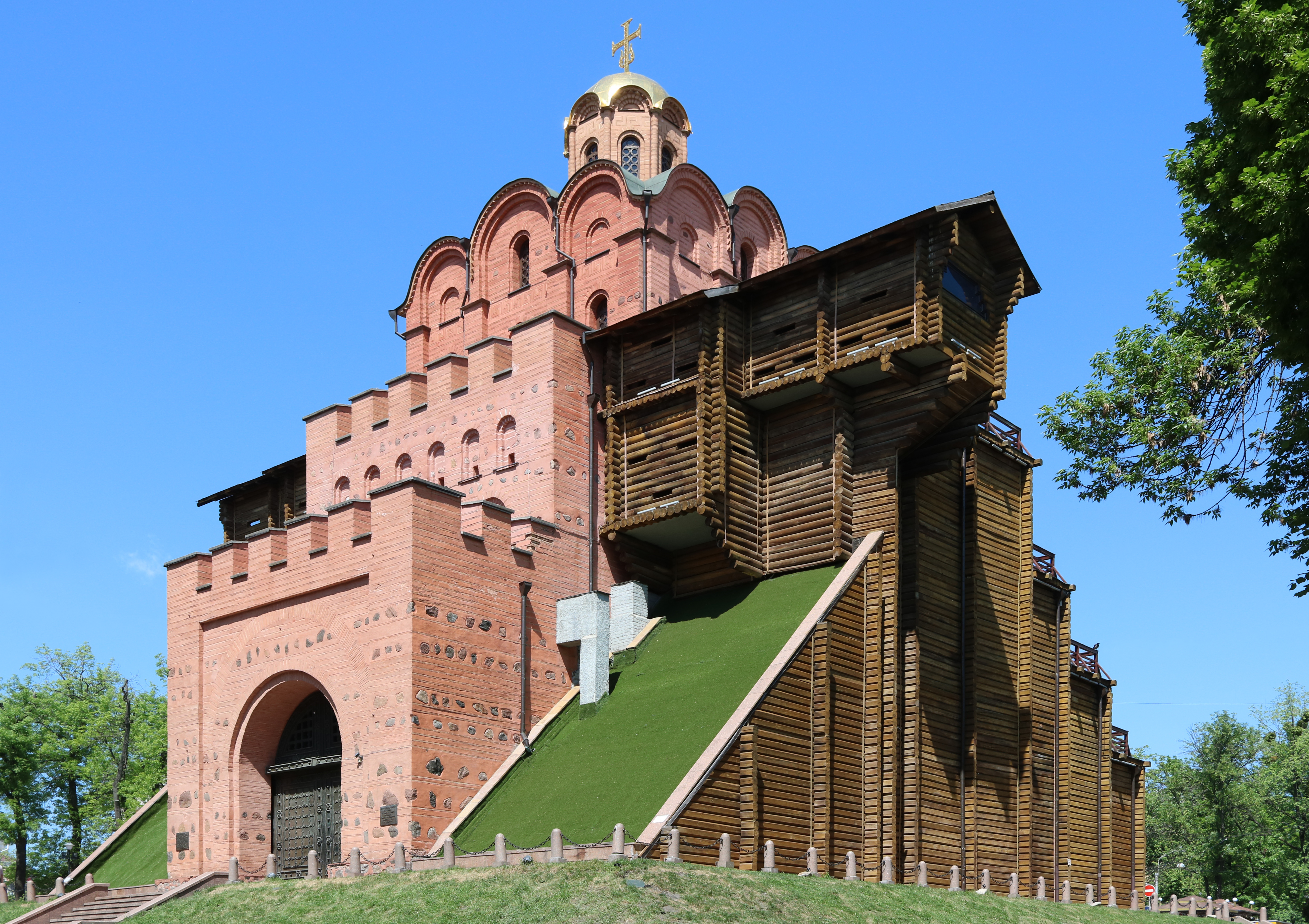
入口側
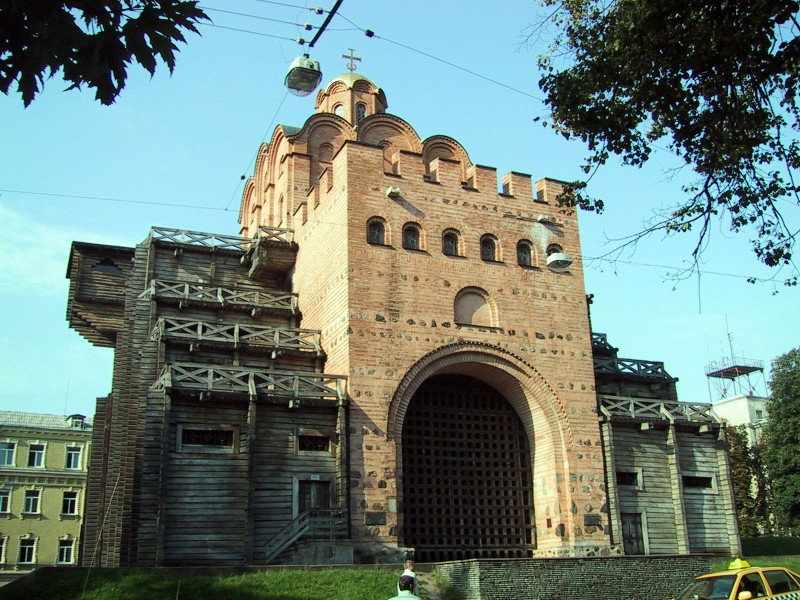
出口側
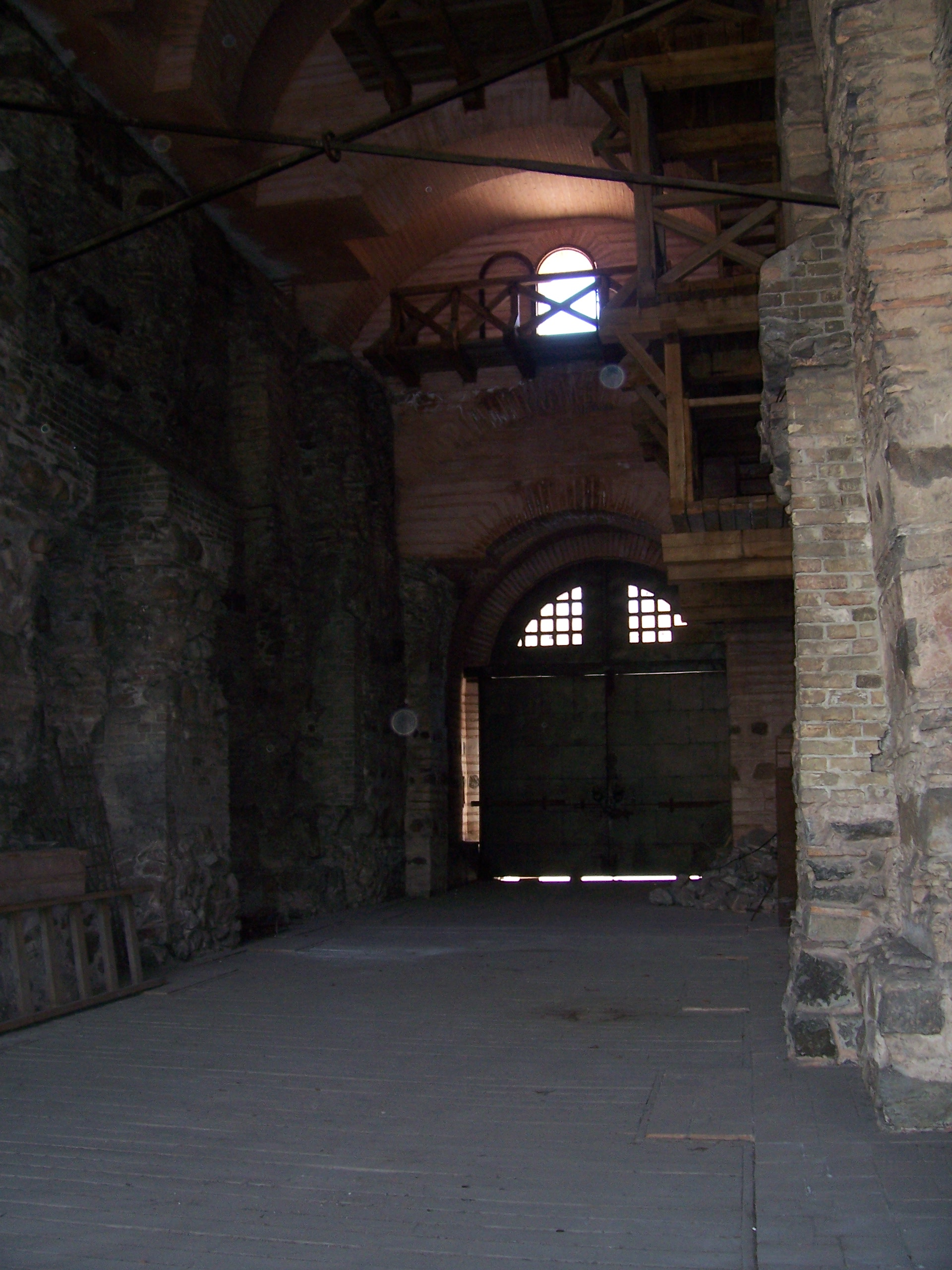
内部
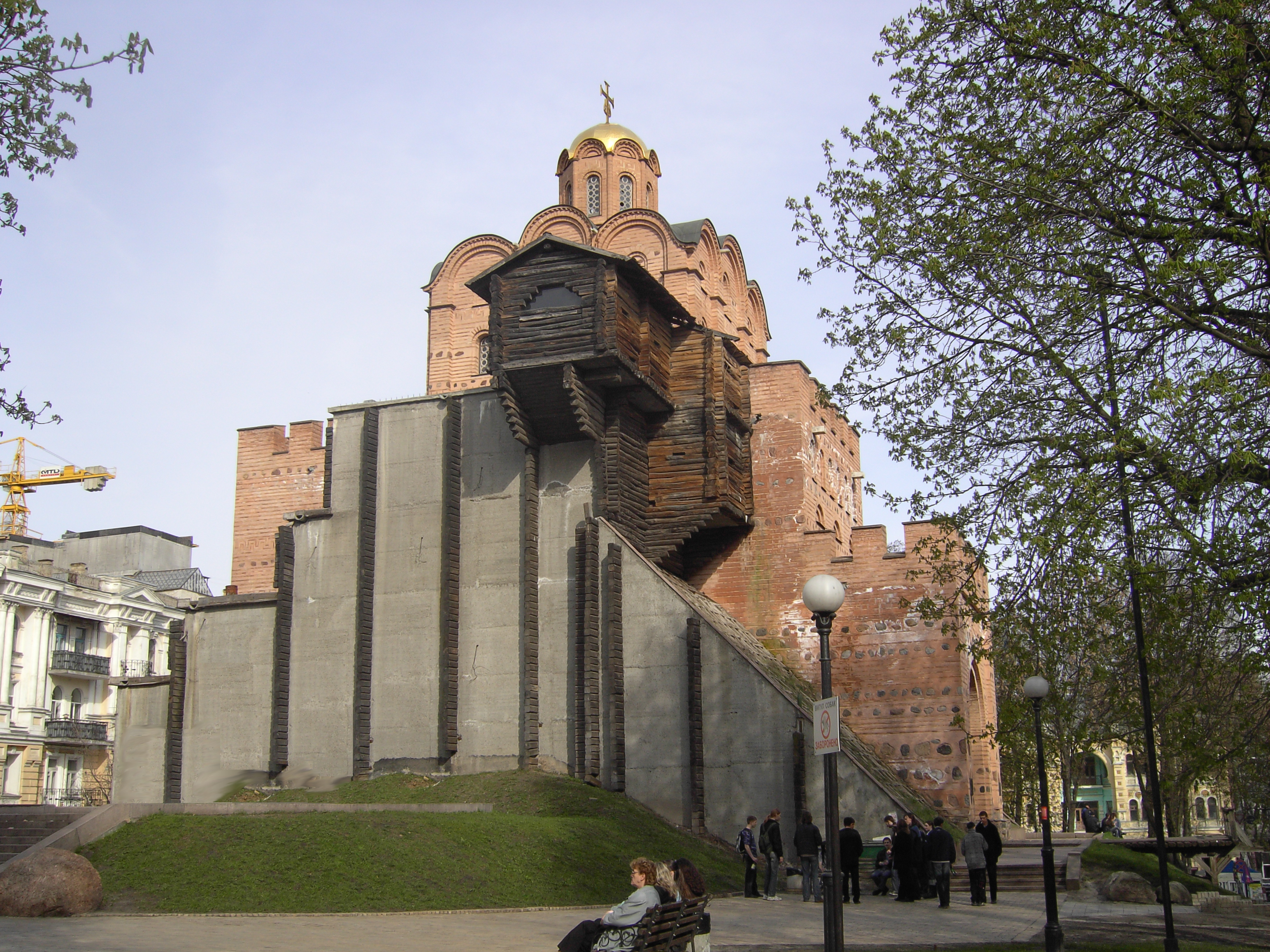
ゾロトヴォリツィクィイ広場
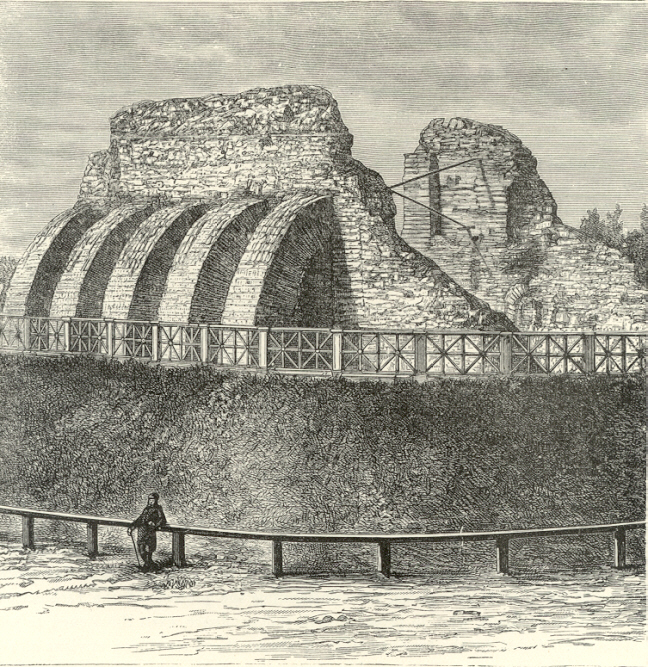
1870年代
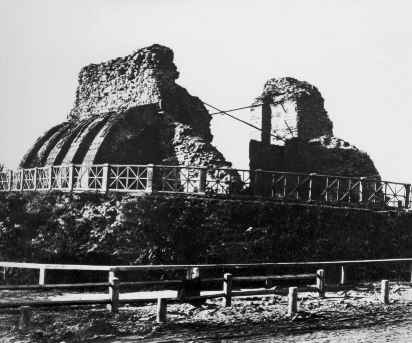
19世紀後半
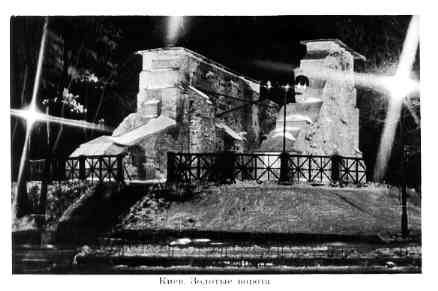
20世紀中盤
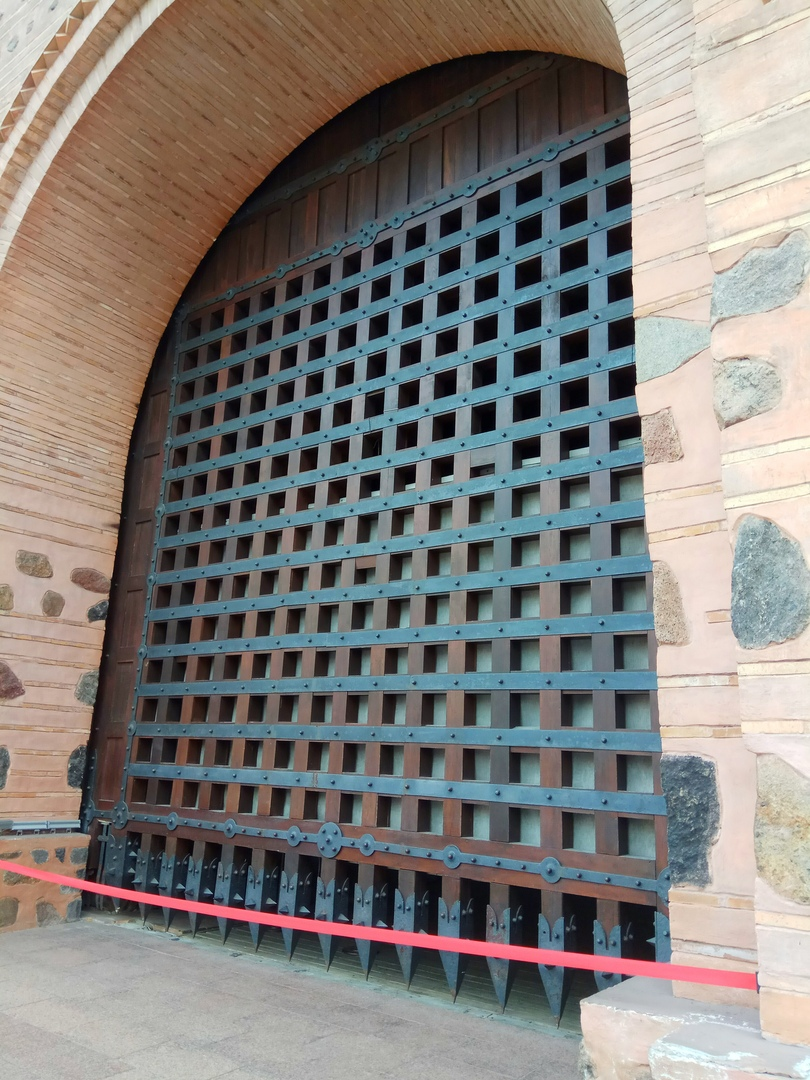
防御門（ゲルサ）
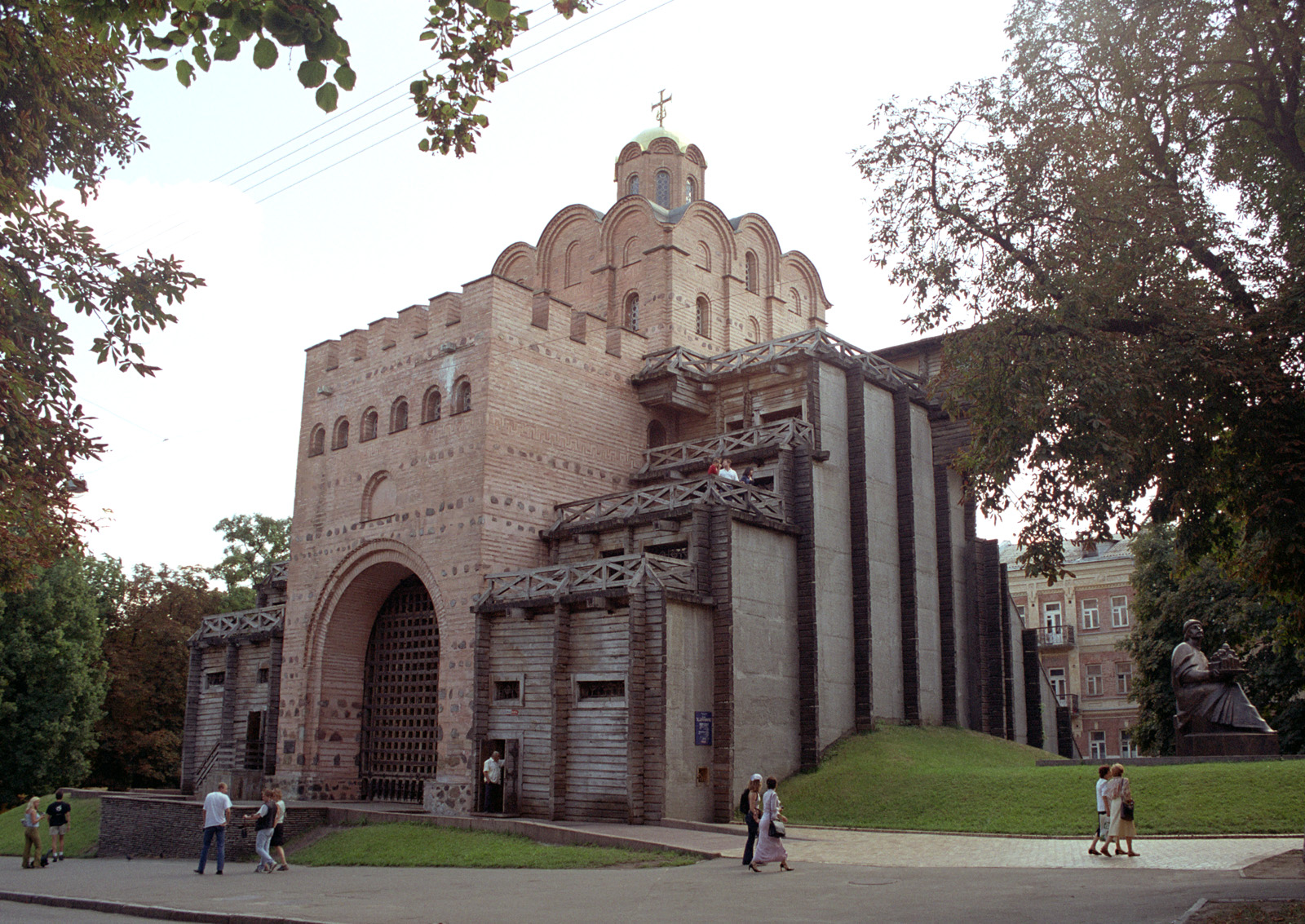
2001年